# 古今亭今輔 (6代目)
六代目 古今亭 今輔（ここんてい いますけ、1970年7月30日 - ）は、落語芸術協会所属の落語家。本名∶水口 直樹。

丸に横木瓜は、六代目古今亭今輔の定紋のひとつである。

## 経歴
群馬県富岡市出身。新島学園高等学校を経て、東海大学工学部工業化学科卒業。東海大学落語研究会出身。
1994年12月、古今亭寿輔に入門し「錦之輔」を名乗る。
1998年11月、二ツ目昇進。
2008年5月、三遊亭遊馬と共に真打昇進し、六代目古今亭今輔を襲名。

## 芸歴
- 1994年12月 - 古今亭寿輔に入門、「錦之輔」を名乗る。
- 1998年11月 - 二ツ目昇進。
- 2008年5月 - 真打昇進、「六代目古今亭今輔」襲名。

## 人物
落語は主に新作落語、創作落語を演じる。
クイズマニアである。過去にTBS系列のクイズ番組『頭脳の祭典!クイズ最強王者決定戦!!〜ワールド・クイズ・クラシック〜』に本名で一般予選から参加。見事本選進出を果たしたという経歴を持つ。また東大王にも出演した。

## 弟子
- 古今亭今いち